# Ecotel Communication
Die Ecotel Communication AG (eigene Schreibweise: ecotel communication ag) ist ein 1998 gegründetes deutsches Telekommunikationsunternehmen mit Sitz in Düsseldorf. Die Anteile der Aktiengesellschaft werden im Prime Standard gehandelt.

## Geschichte
Die Unternehmung wurde 1998 als Ecotel Communication GmbH mit Sitz in Essen als Einkaufsgemeinschaft für Telekommunikationsdienste mit Schwerpunkt Festnetztelefonie  gegründet. Dies geschah im Zuge der Liberalisierung des Telekommunikationsmarktes in Deutschland (Telekommunikationsgesetz). Zu den Kunden der angebotenen Dienstleistungen, die sich zunehmend auf integrierte Kommunikationssysteme ausrichteten, zählten zunächst kleine und mittlere Unternehmen sowie später auch Großunternehmen. Im Jahr 2000 firmierte das Unternehmen in eine Aktiengesellschaft um, erreichte 2002 erstmals die Gewinnschwelle und wurde 2007 in den Prime Standard aufgenommen. Inzwischen agiert das Unternehmen als eigenständiger Teilnehmernetzbetreiber (TNB) mit Schwerpunkt auf cloud & fiber.

## Konzernstruktur
Die Ecotel Communication AG unterhält folgende Beteiligungen (Stand März 2023):
- mvneco GmbH (33 %)
- UPLINK Digital GmbH (25 %)

- ecotel vermarktet Produkte und Dienstleistungen der Geschäftsbereiche Geschäftskundenlösungen (B2B), Wiederverkäuferlösungen, und new media solutions. Der Kernbereich von ecotel ist das Segment ecotel Geschäftskunden. Für Geschäftskunden werden bundesweit Sprach- und Datendiensten (ITK-Lösungen) angeboten. Der Fokus liegt auf Unternehmen mit mehr als 50 Mitarbeitern. Im Segment »ecotel Wholesale« werden Angebote für andere Telekommunikationsunternehmen angeboten und Netzzusammenschaltungen mit mehr als 100 internationalen Carriern unterhalten.

- Der Beteiligung an der UPLINK Digital GmbH ging eine 100%ige Beteiligung an der Tochtergesellschaft nacamar GmbH (eigene Schreibweise: nacamar) voraus. nacamar war ein 1995 gegründeter deutscher Internetdienstanbieter, der in Dreieich gegründet wurde und heute mehrheitlich zur UPLINK Gruppe in Düsseldorf gehört. Das Unternehmen nacamar wurde 1995 von Klaus Landefeld in Dreieich gegründet. Der Name entstand bereits 1990 als Markenname der von ihm gegründeten „Compatible Computer Systems“ für kommerzielle Internet-Dienste[3]. Gestartet ist nacamar als deutschlandweiter Internet Service Provider, später auch mit Tochterunternehmen in Großbritannien, Österreich, Frankreich, Luxemburg und Irland. Das Unternehmen war einer der ersten deutschen Tier-1-Betreiber. 1999 wurde nacamar an die niederländische World Online verkauft. Ab 2007 gehörte nacamar zur ecotel communication AG und bot auf Grundlage ihres eigenen Content-Delivery-Netzwerks (CDN) Streaming-Dienste für Medienunternehmen an. Im März 2023 wurde bekanntgegeben, dass das Unternehmen im Rahmen eines Joint Ventures mit der UPLINK Network GmbH und dem Medienunternehmer Frank Otto mit dem Wettbewerber RauteMusik zusammengelegt und dadurch ein neuer Marktführer für Audio-Services unter dem Namen UPLINK Digital GmbH gebildet wurde.[4]

Bis Oktober 2022 hielt Ecotel auch einen Anteil von 51 % an Easybell. Diese Tochter bestand wieder aus vier Gesellschaften. Darin wurden Breitband-Internetanschlüsse und VoIP-Telefonie für Privatkunden sowie SIP-Trunking-Angebote für kleinere Unternehmen vermarktet. Die Anteile wurden an die belgische Firma Dstny verkauft.